# XIII.století
XIII Století (чеш. XIII век) — чешская музыкальная группа, играющая в стиле готик-рок, изредка склоняясь также к пост-панку и хард-року. За время существования её состав неоднократно менялся, однако лидер группы, вокалист Петр Штепан (чеш. Petr Štěpán), и его брат, барабанщик Павел Штепан (чеш. Pavel Štěpán), остаются её неизменными участниками и по сей день. XIII Století явилась прямой наследницей панк-группы Hrdinové Nové Fronty (H.N.F.). Творчество группы основано на мистике, а также на образах различных исторических и литературных персонажей — от Фридриха Ницше и Энди Уорхола до леди Макбет и Николо Паганини.

## История группы
Временем создания группы можно назвать 1990 год. В 1991 году была создана первая демозапись под названием Vampir Songs for Agnes, поначалу доступная лишь на кассетах, но со временем изданная на компакт-диске Vampire Songs — tajemství gothických archivů.
В 1992 году был издан первый CD-альбом ’’Amulet’’, на котором было использовано новое звучание электрогитар и который находился под ощутимым влиянием легендарных The Sisters of Mercy. В текстах этого времени появляются «готические» мотивы, образы старых замков и таинственных существ XIII века — волколаков, колдунов и демонов.
Второй альбом, Gotika, оказался популярнее предыдущего. В нём на первый план выходят клавишные инструменты, увеличивается длина композиций, но ещё чувствуется, что группа находится в поисках собственного стиля. Как и Amulet, альбом был издан компанией «Monitor», хотя позднее группа начала сотрудничество с «Happy Music», при помощи которой издала следующие три альбома.
В 1995 году группа выпустила энергичный альбом Nosferatu, считающийся одним из лучших её альбомов. Тексты лидера группы, Петра Штепана, напоминают по стилистике песни из дебютного альбома. Так, текст песни «Книга Носферату» (чеш. Kniha Nosferatu) представляет собой рассказ о чёрной магии, ангелах и ритуальных секретах, а песня «Цветы зла» (чеш. Květy zla), которой заканчивается альбом, — повествование о мрачной славе знаменитого инквизитора Торквемады.
В 1996 году той же компанией был выпущен новый, четвёртый по счету альбом Werewolf. Неистовые и раскованные песни переносят слушателя к воспетым в первом альбоме горам Трансильвании — королевства оборотней, самоубийц, вампиров и всевозможных иных магических образов. В альбоме были использованы дополнительные сессионные инструменты — скрипка, флейта и виолончель, что придало музыке XIII Století новое звучание. Именно этот факт объясняет, почему песни с Werewolf преимущественно не исполнялись группой вживую.
В 1998 году в свет вышел уже пятый студийный альбом Ztraceni v Karpatech (чеш. «Потерянные в Карпатах»). Стоит отметить, что на нём была выпущена песня «Elizabeth», посвященная легендарной Элизабет Батори; в течение долгого времени она находилась в хит-парадах Европы и стала своеобразным символом группы.
В том же году Петр Штепан выпустил свою книгу «Kniha Nosferatu (Vampírská bible)» (чеш. Книга Носферату — Библия вампира), в которой затрагивает такие связанные с вампирами темы, как оккультизм, мистическое воздействие полной луны, чёрная магия, кладбища, Дракула, Бела Лугоши. В 2003 году состоялось её переиздание.
Весной 2000 года появился новый альбом Metropolis, несколько напоминающий Gotika. Песни с этого альбома более мрачные по атмосфере и всё больше походят на баллады. Наиболее заметной композицией в альбоме стала «Bela Lugosi is Dead» — кавер-версия песни известной группы Bauhaus.
В 2001 году группа презентовала альбом Karneval (Best of Gothic Decade 1991—2001) — собрание песен с предыдущих альбомов, дополнив его песнями, не вошедшими до того ни в один альбом. В это же время последовал ряд выступлений в Чехии (2001—2002), после чего группа прекратила свою творческую деятельность на неопределенное время. После почти годового перерыва XIII Století вновь собрались в прежнем составе. Петр Штепан сменил свой имидж, заменив длинные волосы ирокезом.
Альбом Vendetta (2004) уже отличался от того, что до этого многие привыкли называть «готикой». Звучание стало более «роковым» (хотя клавишные инструменты остаются на переднем плане), тексты по большей части стали англоязычными. В том же году группа оказалась на грани распада, но в 2005 году выходит альбом Vampire Songs, а ещё через год группа порадовала своих почитателей DVD-сборником с записями концертов, теле-дисками и фотогалереей.
Широкую популярность коллектив получил после своего выступления на фестивале «Castle Party» 1999 года, ежегодно проходящем в городке Болькув близ Вроцлава. Участие в фестивале увеличило известность группы и число поклонников не только в Польше, но и во многих странах Западной Европы.
В 2010 году группа впервые посетила Россию, дав концерт в московском клубе «Точка». В связи с этим на сегодняшний день XIII Století достаточно популярны не только в Польше и Словакии, но и в России с Украиной.
Кроме музыки для XIII Století, Петр Штепан также пишет инструментальную музыку для театральных представлений, в которых сам и участвует в качестве актёра.

## Состав группы

### Текущие участники
- Петр Штепан (чеш. Petr Štěpán) — автор текстов, композитор, вокалист и гитарист.
- Павел Штепан (чеш. Pavel Štěpán) — ударные.
- Мирослав «Пальда» Палечек (чеш. Miroslav «Palda» Paleček) — бас-гитара, вокал.
- Катежина Каменикова (чеш. Kateřina Kameníková) — клавишные.

### Бывшие участники
- Яна Гавлова (чеш. Jana Havlová) — клавишные.
- Олия Рышава (чеш. Olie Ryšavá) — клавишные.
- Бедржих Мусил (чеш. Bedřich Musil) — электрогитара.
- Мартин Соукуп (чеш. Martin Soukup) — бас-гитара.
- Йиржи Шинделька (чеш. Jiří Šindelka) — бас-гитара.
- Марцел Новак (чеш. Marcel Novák) — бас-гитара.
- Михал Коурек (чеш. Michal Kourek) — бас-гитара.
- Петр Паловчик (чеш. Petr Palovčík) — бас-гитара.

### Сотрудничество
- Каролина Гусакова (чеш. Karolina Husáková) — оперный вокал.
- Ленка Шрайберова (чеш. Lenka Schreiberová) — вокал.
- Мирослав Матейка (чеш. Miroslav Matějka) — флейта.
- Радек Кршижановский (чеш. Radek Křížanovský) — скрипка.
- Мартин Валек (чеш. Martin Válek) — скрипка.
- Владимир Кроупа (чеш. Vladimír Kroupa) — скрипка.
- Павел Вернер (чеш. Pavel Verner) — виолончель.
- Томаш Враб (чеш. Tomáš Vráb) — клавишные.

## Дискография
- 1988/1995 — Nová Drakulomania (Demo)
- 1991/1995 — Vampir Songs for Agnes (Demo)
- 1991 — Demoniac (Live Demo)
- 1992 — Amulet
- 1994 — Gotika
- 1995 — Nosferatu
- 1996 — Legenda o Krysaři
- 1996 — Werewolf
- 1998 — Evangelium (Demo)
- 1998 — Ztraceni V Karpatech
- 2000 — Metropolis
- 2001 — Karneval — Best Of Gothic Decade 1991—2001
- 2004 — Vendetta
- 2005 — Vampire Songs — Tajemství gotických archivů
- 2009 — Dogma
- 2010 — Nocturno
- 2011 — Ritual
- 2016 — Intacto
- 2019 — Frankenstein
- 2024 — Noc vlků

## Интересные факты
В песне Vendetta с альбома 2004 года Vendetta использована звуковая дорожка приема сообщений из фильма 1979 года «Чужой».